# JsHttpRequest
JsHttpRequest es una biblioteca AJAX que permite subir archivos desde el cliente al servidor, entre otras características. se utiliza con JavaScript (ActiveX, DOM, XMLHttpRequest si está habilitado) y PHP.

## Características
Algunas características interesantes de esta biblioteca son:
- Compatibilidad con cualquier navegador web.
- Soporte y transparencia con la codificación de caracteres (incluso con cualquier nacionalidad).
- Soporte para la subida desde el navegador hasta el servidor de archivos sin recargar la página (vía AJAX),
- Soporte total para depurar código PHP.
- Intercambio de estructuras de datos multi-dimensionales (arrays asociativos).
- Selección automática de interfaz AJAX (XMLHttpRequest, <SCRIPT>, <IFRAME>).
- Compatibilidad con la interfaz XMLHttpRequest.

La idea principal de JsHttpRequest es crear una biblioteca de uso simple y transparente para todos los programadores y usos habituales de técnicas programación.

## Ejemplo
- Código JavaScript:

```
 
JsHttpRequest
.
query
(

     
'your_ajax_script.php'
,

     
{

         
first
:
 
'Dmitry'
,
  

         
last
:
 
'Koterov'
,

         
file
:
 
document
.
getElementById
(
"my_upload_file"
)

     
},

     
function
(
result
,
 
debugMessages
)
 
{

         
document
.
getElementById
(
"result"
).
innerHTML
 
=
 
result
.
text
;
 

         
if
 
(
debugMessages
)
 
alert
(
debugMessages
);

     
}

 
);

```

- Código PHP:

```
 
// PHP code:

 
require_once
 
"lib/JsHttpRequest.php"
;

 
$JsHttpRequest
 
=&
 
new
 
JsHttpRequest
(
"windows-1251"
);

 
$_RESULT
[
'text'
]
 
=
 
"Hello, 
{
$_REQUEST
[
'first'
]
}
 
{
$_REQUEST
[
'last'
]
}
!"
;

 
echo
 
"Any debug message or even a fatal PHP error"
;

```